# Egri Lajos (drámaíró)
Egri Lajos (Eger, 1888. június 4. – Los Angeles, 1967. február 7.) amerikai magyar drámaíró.

## Életútja
1908-ban költözött az Egyesült Államokba. Az 1930-as évek közepén megalapította az Egri-féle íróiskolát, az írástechnikáról több könyve is megjelent, köztük a The Art of Creative Writing és a The Art of Dramatic Writing (A drámaírás művészete) című alapművek. Utóbbit máig az egyik legjobb színműírással foglalkozó könyvnek tartják, tanait pedig átvették a novella-, regény- és forgatókönyvírás elméletével foglalkozó írások is.
A tanulmányt eredetileg 1942-ben jelentette meg a Simon and Schuster kiadó, akkor még How to Write a Play címmel, melynek részben módosított és újra megjelentetett kiadása az 1946-os The Art of Dramatic Writing. A könyv Magyarországon 2008 novemberétől a Műegyetemi Kiadó gondozásában kapható.
Egri A drámaírás művészetében szembeszáll Arisztotelész nézeteivel, aki szerint a karakter másodlagos a cselekménnyel szemben (ahogyan azt Arisztotelész Poétika című művében állítja). A jól kitalált karakterek Egri szerint maguk hozzák létre a cselekményt, vagyis a történet és a karakter közül az utóbbi a fontosabb.
1965-ben a The Art of Creative Writing című könyvében Egri továbbgondolta a karakterfejlesztéssel és -motivációkkal kapcsolatos nézeteit.

## Magyarul megjelent művei
- A drámaírás művészete. Az emberi mozgatórugók kreatív értelmezésének alapjai; ford. Köbli Norbert; Vox Nova Produkció–Műegyetemi Kiadó, Budapest, 2008
- A kreatív írás művészete. Klasszikus útmutató irodalmi szövegek írásához; ford. Kleinheincz Csilla; Gabo, Bp., 2022